# Left Bank Books Collective
Left Bank Books Collective – księgarnia anarchistyczna, założona w 1973 w Seattle, w stanie Waszyngton. Znajduje się przy Pike Street 92, na rogu Pike Place Market. Lonely Planet opisuje lokal, jako taki który "eksponuje ziny w języku hiszpańskim, rewolucyjne broszury, eseje Chomsky'ego i nieodłączną podejrzliwość wobec władzy”.
Sklep organizuje okazjonalne imprezy, które są opisane wśród "15 najlepszych rzeczy do zrobienia w tym tygodniu" itd. Jest również małym wydawcą i prowadził kampanię fundraisingową poprzez IndieGoGo w 2014, kiedy to obchodził 40 lat działalności.